# Corcovado (Chubut)
Pour les articles homonymes, voir Corcovado.
Corcovado est une petite ville de la province de Chubut, en Argentine, dans le département de Futaleufú.

## Situation
Elle est située sur la rive droite du río Carrenleufú, au confluent de celui-ci et du río Huemul, à une altitude de 641 mètres.
Ses coordonnées sont 43° 32' 00" sud et 71° 28' 00" ouest.

## Population
La petite ville comptait 1 664 habitants en 2001, ce qui représentait une hausse de 33,7 % par rapport au recensement de 1991.